# Elecciones al Parlamento Europeo de 2004 (Alemania)
En las elecciones al Parlamento Europeo de 2004 en Alemania, celebradas el 13 de junio de ese año, se escogió a los 99 representantes alemanes para la quinta legislatura del Parlamento Europeo.

## Resultado
| Datos de participación | Datos de participación | Datos de participación |
| ---------------------- | ---------------------- | ---------------------- |
| Censo electoral        | 61.682.394             | 100%                   |
| Votos                  | 26.523.104             | 43,0%                  |
| Abstención             | 35.159.290             | 57,0%                  |
| Votos a candidaturas   | 25.780.773             | 97,2%                  |

| ← Elecciones al Parlamento Europeo de 2004 →                            |           |       |         |     |
| Partido                                                                 | Votos     | %     | Escaños | +/- |
| Unión Demócrata Cristiana de Alemania (CDU)                             | 9.412.009 | 36,51 | 40      | -3  |
| Partido Socialdemócrata de Alemania (SPD)                               | 5.549.243 | 21,52 | 23      | -10 |
| Alianza 90/Los Verdes (B'90/GRÜNEN)                                     | 3.078.276 | 11,94 | 13      | +6  |
| Unión Social Cristiana de Baviera (CSU)                                 | 2.063.564 | 8,00  | 9       | -1  |
| Partido del Socialismo Democrático (PDS)                                | 1.579.693 | 6,13  | 7       | +1  |
| Partido Democrático Libre (FDP)                                         | 1.565.000 | 6,07  | 7       | +7  |
| Die Republikaner (REP)                                                  | 485.691   | 1,88  | 0       |     |
| Die Tierschutzpartei - Mensch Umwelt Tierschutz (TP)                    | 331.270   | 1,28  | 0       |     |
| Die Grauen - Graue Panther (GRAUE)                                      | 314.204   | 1,22  | 0       |     |
| Partido de las Familias de Alemania (FAMILIE)                           | 267.361   | 1,04  | 0       |     |
| Partido Nacionaldemócrata de Alemania (NPD)                             | 241.678   | 0,94  | 0       |     |
| Partido Ecológico-Democrático (ÖDP)                                     | 145.479   | 0,56  | 0       |     |
| Feministische Partei - Die Frauen (DIE FRAUEN)                          | 145.326   | 0,56  | 0       |     |
| Deutschland                                                             | 134.916   | 0,52  | 0       |     |
| Partei Bibeltreuer Christen (PBC)                                       | 98.643    | 0,38  | 0       |     |
| Unabhängige Kandidaten - Aktion Unabhängige Kandidaten (UK)             | 70.244    | 0,27  | 0       |     |
| Deutsche Partei (DP)                                                    | 61.954    | 0,24  | 0       |     |
| Christliche Mitte (CM)                                                  | 46.088    | 0,18  | 0       |     |
| Aufbruch für Bürgerrechte, Freiheit und Gesundheit (AUFBRUCH)           | 43.161    | 0,17  | 0       |     |
| Deutsche Kommunistische Partei (DKP)                                    | 37.231    | 0,14  | 0       |     |
| Partido de Baviera (BP)                                                 | 35.086    | 0,14  | 0       |     |
| Partido de Centro (Alemania) (ZENTRUM)                                  | 26.823    | 0,10  | 0       |     |
| Partei für Soziale Gleichheit, Sektion der Vierten Internationale (PSG) | 25.824    | 0,10  | 0       |     |
| Bürgerrechtsbewegung Solidarität (BüSo)                                 | 22.009    | 0,09  | 0       |     |